# Ramstore
 (septembre 2024).

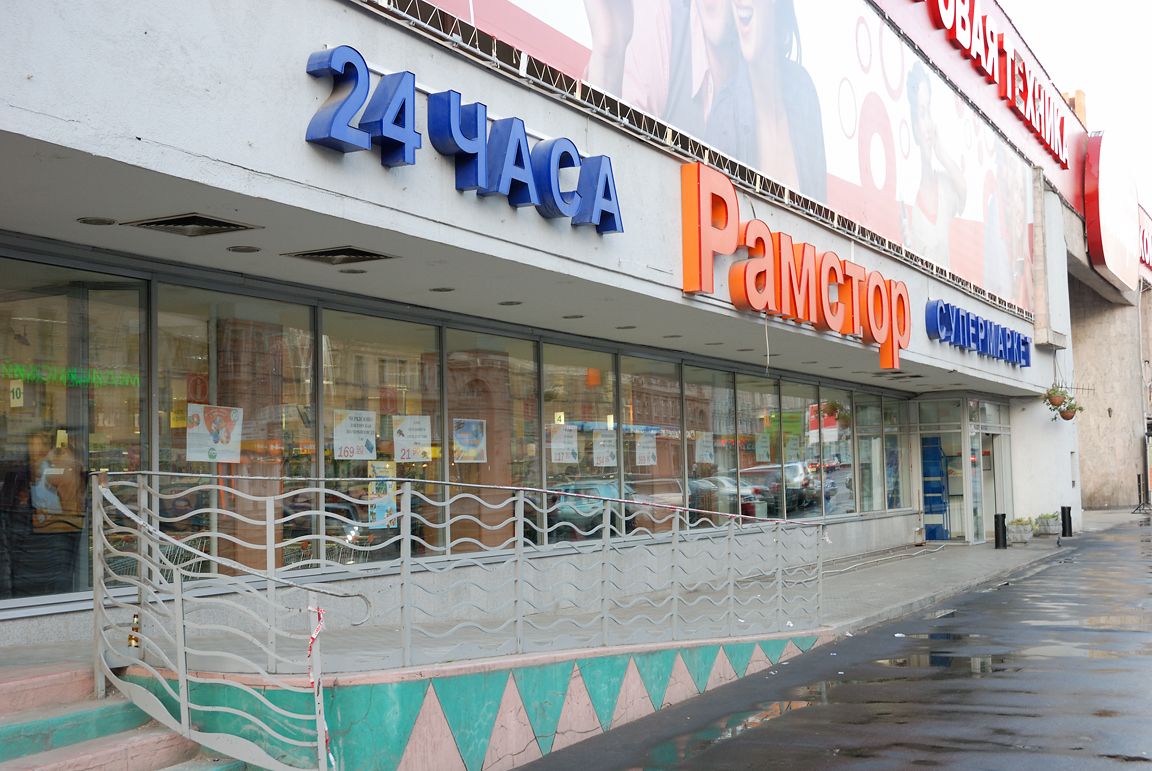
Entrée d'un supermarché Ramstore, à Moscou (rue Krasnaïa Presnaïa)

Ramstore (en russe : Рамстор) est un réseau de supermarchés russes créés par l'entreprise turque Ramenka.

## Histoire
L'entreprise Ramenka a été fondée à Moscou en 1997. Les fondateurs sont le plus large conglomérat industriel, commercial et financier de Turquie Enka et Migros Turk, dirigeant l'important réseau de supermarchés Migros (en 2007, la Turquie compte plus de 700 hyper et supermarchés Migros). 
La société Ramenka bénéficie de financements de la Société financière internationale. 
Après avoir ouvert le premier centre commercial Ramstore à Moscou en 1997, l'entreprise Ramenka dirige aujourd'hui[Quand ?] un réseau de grande distribution de 55 magasins.
En 1999, Ramstore est également présent à Almaty, capitale du Kazakhstan. 
En 2002, l'entreprise investit 60 millions de dollars américains pour implanter des supermarchés en Russie.
En 2007, Migros quitte Ramenka et revend ses parts au conglomérat turc Enka, co-fondateur de Ramstore.
Le 8 décembre 2007, un contrat est signé avec l'entreprise de distribution française, Auchan, prévoyant l'acquisition de 14 hypermarchés Ramstore par l'entreprise française. Ces hypermarchés sont renommés Auchan, devenant des Auchan City.

## Activité

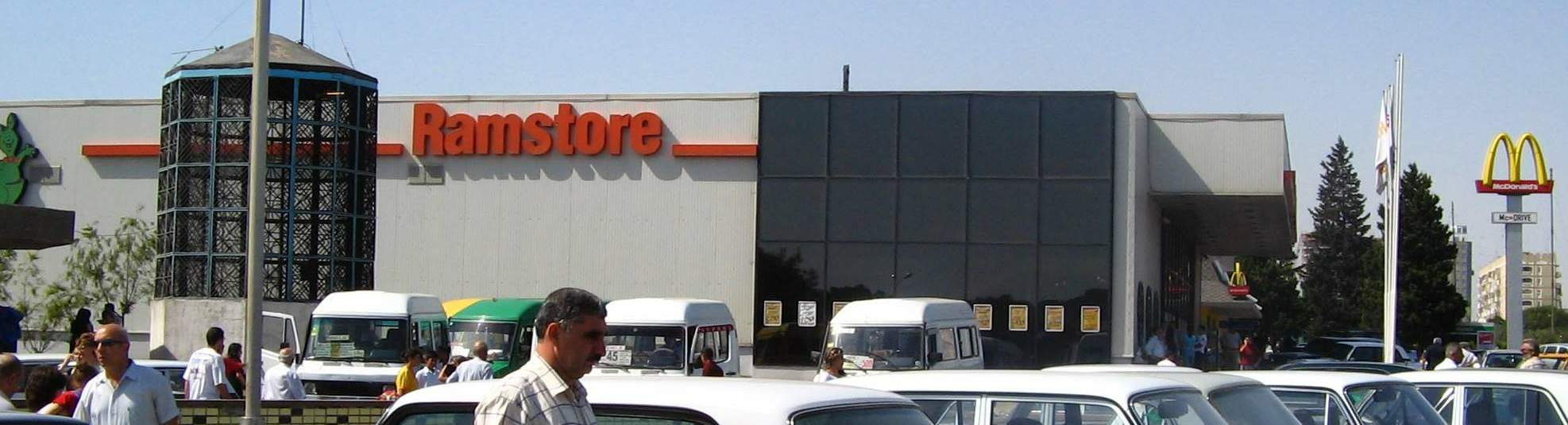
Supermarché Ramstore à Bakou en Azerbaïdjan en 2005.

L'entreprise Ramenka dirige[Quand ?] un réseau d'entreprises de grande distribution Ramstore, situées dans 10 centres commerciaux et 52 hyper et supermarchés, dans plus de 10 villes de Russie (Moscou, oblast de Moscou, Saint-Pétersbourg, Krasnoïarsk, Samara, Nijni Novgorod, Volgograd, Kazan, Tcheboksary, Mourmansk, Iekaterinbourg, etc.).